# Moradei
Daniel Moradei de Almeida (São Luís do Paraitinga, 8 de fevereiro de 1986) é um ex-futebolista brasileiro que atuava como volante.

## Carreira
Formado nas categorias de base do Esporte Clube Taubaté, onde estreou como profissional em 2005, Moradei destacou-se no Bragantino, onde fez um excelente Campeonato Paulista em 2007.
Embora o time do Bragantino tenha sido o grande destaque do Pauistão de 2007, foi desclassificado pelo Santos, do técnico Vanderlei Luxemburgo, que se tornou campeão da competição, sendo que na semifinal conseguiu dois empates sem levar gols, o que favoreceu ao alvinegro praiano que jogava por dois resultados iguais por ter realizado melhor campanha na fase de classificação. Moradei foi um dos destaques do time.
O time de Bragança Paulista de 2007 teve vários jogadores cogitados para serem contratados por equipes consideradas "grandes", e cinco, quase meio time, foram contratados pelo Corinthians, um deles Moradei. Junto com Moradei, chegaram ao Parque São Jorge três jogadores, o zagueiro Zelão, o goleiro Felipe e o meia-atacante Everton Santos.
Com a queda do Corinthians para a série B do Brasileirão, a diretoria do time resolveu por não renovar seu contrato.
Em 2009 o jogador acertou o seu retorno ao Corinthians, desta vez comprado em definitivo. Na entrevista coletiva, o jogador chorou, pois lembrou do triste ano de 2007, que além do rebaixamento do Corinthians, sua esposa passava, grávida, por uma cirurgia grave. Também revelou que torce para o clube desde quando era criança.
Com poucas oportunidades, Moradei foi emprestado ao São Caetano em 2010.
Em 2011, após fim de seu empréstimo com o São Caetano, retornou ao Corinthians para ser reserva imediato de Ralf. Ainda em 2011, Moradei fez parte do elenco do Corinthians que foi campeão do Campeonato Brasileiro de 2011.
Com poucas oportunidades, em 2012, Moradei é liberado para procurar outro clube. Após sua saída do Corinthians existiram especulações de que o jogador já acertará com o São Caetano, porém o acerto oficial só existiu após alguns dias..
Em 23 de junho de 2015 acerta com o Santa Cruz  até o final do ano para a disputa da Série B 2015. Marca seu primeiro gol contra o ABC pela 23° rodada. Participou do elenco que levou o tricolor de volta a elite do futebol brasileiro.
Em 2016, após seu contrato não ter sido renovado com o Santinha, Moradei acertou com o Botafogo-SP.

## Estatísticas

### Gols pelo Corinthians
Expanda a caixa de informações para conferir todos os gols deste jogador, pelo Corinthians.
|      | Data        | Local               | Placar | Resultado | Adversário | Gols | Competição |
| 2009 | 2009        | 2009                | 2009   | 2009      | 2009       | 2009 | 2009       |
| ---- | ----------- | ------------------- | ------ | --------- | ---------- | ---- | ---------- |
| 1.   | 16 de julho | São Paulo, Pacaembu | 4–3    | 4–3       | Sport      | 1    | Brasileiro |

### Gols pelo São Caetano
Expanda a caixa de informações para conferir todos os gols deste jogador, pelo Corinthians.
|      | Data           | Local                                   | Placar | Resultado | Adversário  | Gols | Competição                      |
| 2010 | 2010           | 2010                                    | 2010   | 2010      | 2010        | 2010 | 2010                            |
| ---- | -------------- | --------------------------------------- | ------ | --------- | ----------- | ---- | ------------------------------- |
| 1.   | 24 de janeiro  | São Caetano do Sul, Anacleto Campanella | 2–0    | 4–1       | Sertãozinho | 1    | Campeonato Paulista             |
| 2.   | 22 de maio     | São Caetano do Sul, Anacleto Campanella | 1–0    | 2–0       | Betim       | 1    | Campeonato Brasileiro - Série B |
| 3.   | 24 de setembro | Campinas, Moisés Lucarelli              | 1–1    | 2–1       | Ponte Preta | 1    | Campeonato Brasileiro - Série B |
| 2012 |                |                                         |        |           |             |      |                                 |
| 4.   | 22 de janeiro  | São Caetano do Sul, Anacleto Campanella | 1–0    | 1–0       | Ponte Preta | 1    | Campeonato Paulista             |
| 5.   | 28 de janeiro  | São Paulo, Morumbi                      | 1–1    | 1–2       | São Paulo   | 1    | Campeonato Paulista             |
| 6.   | 4 de setembro  | Bragança Paulista, Nabi Abi Chedid      | 2–1    | 3–2       | Bragantino  | 1    | Campeonato Brasileiro - Série B |

## Títulos
Corinthians
- Campeonato Brasileiro: 2011